# Cinclidotus riparius
Cinclidotus riparius là một loài rêu trong họ Cinclidotaceae. Loài này được Host ex Brid. Arn. mô tả khoa học đầu tiên năm 1827.